# Amaro Nerone
L'amaro Nerone è un amaro prodotto dall'azienda ItalCoral.

## Descrizione
La bevanda è un mix di erbe gelosamente tenuto segreto dall'azienda, comunque l'infusione alcolica è ottenuta mediante la macerazione di erbe aromatiche, fiori e radici in alcol. La bevanda così ottenuta è di colore nero ed ha una gradazione di 25 %.